# Mario Ernesta
Pour les articles homonymes, voir Ernesta.
Mario Ernesta, né le 30 avril 1998, est un coureur cycliste seychellois.

## Biographie
En 2017, Mario Ernesta remporte une médaille de bronze en vitesse par équipes aux championnats d'Afrique sur piste, avec ses compatriotes Xerxes Larue et Christopher Gerry. Il termine également troisième du championnat des Seychelles sur route.
En aout 2022, il représente les Seychelles lors des Jeux du Commonwealth. 52e du contre-la-montre, il abandonne lors de la course en ligne.

## Palmarès sur route
- 2017
  - 3e du championnat des Seychelles sur route
- 2018
  - Roche Caiman Race
  - 1re étape du Mid-Year Tour
- 2023
  - 2e du championnat des Seychelles du contre-la-montre

## Palmarès sur piste

### Championnats d'Afrique
- Durban 2017
  -  Médaillé de bronze de la vitesse par équipes